# Округ Смит (Тенеси)
Округ Смит (енгл. Smith County) је округ у америчкој савезној држави Тенеси.

## Демографија
По попису из 2010. године број становника је 19.166, што је 1.454 (8,2%) становника више него 2000. године.
| Група             | 2000.          | 2010.          |
| Белци             | 16.809 (94,9%) | 18.002 (93,9%) |
| Афроамериканци    | 448 (2,5%)     | 410 (2,1%)     |
| Азијати           | 30 (0,2%)      | 37 (0,2%)      |
| Хиспаноамериканци | 200 (1,1%)     | 417 (2,2%)     |
| Укупно            | 17.712         | 19.166         |